# Dance Dance Revolution: Mario Mix
Dance Dance Revolution: Mario Mix (conocido en Japón como: ダンスダンスレボリューション ウィズ マリオ, Dance Dance Revolution with MARIO; y en Europa como Dancing Stage: Mario Mix) es un juego de música coproducido por Konami y Nintendo el 2005. Es el primer juego de la saga de baile Dance Dance Revolution lanzado en consolas de Nintendo fuera de Japón.

## Lanzamiento
Fue anunciado el 7 de enero de 2005 y su lanzamiento se produjo el 14 de julio de 2005 en Japón, el 24 de octubre de 2005 en Norteamérica, el 28 de octubre de 2005 en Europa y el 15 de diciembre de 2005 en Australia.

## Historia
Waluigi ha robado las Music Keys y ha causado el caos general. Mario debe restablecer la paz en la zona recuperando las Music Keys.

## Personajes

### Seleccionables
- Mario
- Luigi

### No seleccionables
- Wario
- Waluigi
- Hammer Bros.
- Lakitu
- Toad
- Toadette
- Bowser

## Canciones
En esta tabla se muestra el orden en Free Play. Canciones con cursiva son romanizados y con negrita son traducciones al inglés.
| Título                                                                       | Transliteración al español | Juego                               | Canción original              | Autor original          |
| ---------------------------------------------------------------------------- | -------------------------- | ----------------------------------- | ----------------------------- | ----------------------- |
| ヒア・ウィ・ゴー (Here We Go!)                                               | ¡Allá vamos!               | Super Mario Bros.                   | Overworld                     | Kōji Kondō              |
| 土管の中のモーツァルト (Dokan no naka no Mozart) (Underground Mozart)*       | Tecno-Mozart               | Mario Bros.                         | Eine Kleine Nachtmusik        | Wolfgang Amadeus Mozart |
| パペットダンス (Puppet Dance) (Pipe Pop)                                     | Tubería Popera             | N/A                                 | Turkish March                 | Wolfgang Amadeus Mozart |
| パラパラカルメン (Para Para Karumen) (Garden Boogie)                         | Bugui-bugui Hortelano      | N/A                                 | Carmen                        | Georges Bizet           |
| 月夜にぶちこわせ (Tsukiyo ni Buchikowase) (Destruction Dance)                | Baile Explosivo            | Wrecking Crew                       | Etapa Bonus                   | Kōji Kondō              |
| ジャンプ! ジャンプ! ジャンプ! (Jump! Jump! Jump!)                            | El fontanero saltarín      | Super Mario Bros. 3                 | Pantallas en el exterior      | Kōji Kondō              |
| みんなでパーティタイム (Minna de party time) (Fishing Frenzy)*               | Pescando como locos        | Yoshi's Cookie                      | Csikos Post                   | Hermann Necke           |
| 転がるコインのように (Korogaru koin no yoo ni) (Pirate Dance)                | Danza Pirata               | Super Mario World                   | En los distintos Mundos       | Kōji Kondō              |
| 風のかなたに (Kaze no kanata ni) (In the Whirlpool)*                         | Remolino Musical           | N/A                                 | Pomp and Circumstance         | Edward Elgar            |
| ステップ・バイ・ステップ (Step by Step)                                      | Ritmo Acuático             | Super Mario World                   | Pantallas en el exterior      | Kōji Kondō              |
| 泳げ四分音符 (Oyoge yonfun ompu) (Blooper Bop)                               | El baile de los Blooper    | Super Mario Bros.                   | Bajo el mar                   | Kōji Kondō              |
| クエ・テ・バヤ・マリオ (Kue te baya Mario) (Hammer Dance)                    | La danza del Martillo      | Super Mario Bros. 3                 | Pantallas en el exterior      | Kōji Kondō              |
| スーパーマシーン (Super Machine) (Rollercoasting)                            | En la montaña rusa         | Mario Kart: Double Dash!!           | Circuitos                     | Shinobu Tanaka          |
| ほっぴンちょっぴン (Hoppin Choppin) (Boo Boogie)*                            | Booguie-Boo                | Super Mario Bros. 2                 | Pantallas en el exterior      | Kōji Kondō              |
| ヒゲとタルとゴリラ (hige to taru to gorira) (Moustache, Barrel, and Gorilla) | Jungle House               | Donkey Kong                         | Entrada                       | Kōji Kondō              |
| オレ様がスターだ! (Ore-sama ga Star da!) (Starring Wario!)                   | Wario Superstar            | Wario World                         | Greenhorn Forest              | Minako Hamano           |
| 気分はハイ・ホー (Kibun wa Hai Hō) (Frozen Pipes)                            | Banjo Glacial              | N/A                                 | Old Folks at Home             | Stephen Collins Foster  |
| マリオのカーニバル (Mario no Carnival) (Cabin Fever)*                        | Salsa Fogosa               | Mario Party 5                       | Lots of Toys                  | Aya Tanaka              |
| チューチューテクノ (Chū Chū Tekuno) (Ms. Mowz's Song)                        | Contante y sonante         | Paper Mario: The Thousand-Year Door | Tema de Ms. Mowz; X-Naut      | Yuka Tsujiyoko          |
| ハッピーハッピーダンス (Happy Happy Dance) (Deep Freeze)                     | Sorbete Disco              | Dr. Mario                           | Fever                         | Hirokazu "Hip" Tanaka   |
| 氷の上でランデブー (Kōri no Ue de Randebū) (Rendezvous on Ice)*              | Aluvión Nevado             | N/A                                 | Les Pâtineurs                 | Emile Waldteufel        |
| 真夜中のドライブ (Mayonaka no Drive) (Midnight Drive)                        | Avalancha Funky            | Mario Kart 64                       | Introducción                  | Kenta Nagata            |
| きっと笑顔がイチバンさ (Kitto Egao ga Ichiban sa) (Always Smiling)           | Lava Dance                 | N/A                                 | Tritsch Tratsch Polka         | Johann Strauss          |
| ワガハイはボスである! (Wagahai wa Bosu de Aru!) (Bowser's Castle)            | DJ Bowser                  | Mario Kart: Double Dash!!           | Bowser's Castle               | Kenta Nagata            |
| ゼン・ゴ・サ・ユウ (Zen Go Sa Yū) (Up, Down, Left, Right)                    | Son estelar                | Mario Paint                         | Twinkle, Twinkle, Little Star | Wolfgang Amadeus Mozart |
| 緑の上の大合唱 (Midori no Ue no Daigasshō) (Choir on the Green)              | Maquineando                | N/A                                 | Ah, Lovely Meadow             | (Sin autor)             |
| ホップステップマリオ (Hop Step Mario) (Hop, Mario!)                          | Hop Step Mario             | Super Mario World                   | Entrada                       | Kōji Kondō              |
| 出口はどこだ!? (Deguchi wa Doko da!?) (Where's the Exit?)                    | Where's the Exit?          | Super Mario Bros.                   | Bajo tierra                   | Kōji Kondō              |
| ピ・ロ・リ (Piroli)                                                          | Famicom Mix                | Famicom Disk System                 | Entrada                       | (Sin autor)             |

(*) Sólo aparecen en Story Mode regular. En Story Mode EX, estas canciones son reemplazadas por las que les siguen inmediatamente.